# Rhenbek
Die Rhenbek ist der einzige Nebenfluss der Wöddelbek. Sie entspringt und mündet in Henstedt-Ulzburg im Kreis Segeberg, Schleswig-Holstein und gehört zum Flusssystem der Alster.

## Verlauf
Die Rhenbek entspringt in oder direkt nördlich eines kleinen länglichen Sees, etwa 50 m nördlich des Umspannwerkes Hamburg Nord. Von dort fließt sie nach Ostnordosten und knickt nach 250 m zweimal scharf ab, wobei sie sich mit zwei Gräben vereinigt. Etwa 540 m nach der Quelle unterfließt sie die Norderstedter Straße und fließt weiter Richtung Ostnordost. Nach weiteren 200 Metern fließt sie in einen größeren See (Abmessungen ca. 65 × 160 m), kurz nachdem sie sich mit einem weiteren Wassergraben vereinigt hat. Sie durchquert den See für etwa 30 m und kreuzt nach weiteren 90 Metern die nördliche Verlängerung des Quellenwegs. 140 m weiter fließt sie südlich eines ca. 0,3 ha großen Sees entlang, knickt erst scharf nach Nordnordwesten und nach 70 Metern wieder scharf nach Westnordwesten ab. Dann fließt sie für 330 m direkt südlich des Reiherstiegs an einem Waldrand entlang und passiert einen weiteren See nördlich, bis sie am Ende des Reiherstiegs rechtsseitig in die von Norden kommende Wöddelbek mündet. Diese mündet nach weiteren 80 m in die Alster, die selbst etwa 900 m südlich entspringt.
Die Rhenbek ist etwa 1,8 Kilometer lang. Sie ist der Vorflutgraben für das Gewerbegebiet Rhen. Etwa 250 Meter hinter der Quelle wird die Rhenbek zum öffentlichen Regenwasserhauptkanal, dieser fließt von Norden in sie ein. Für die Pflege des Gewässers ist der Gewässerpflegeverband Alster-Rönne zuständig.